# Saraswotinagar
Saraswotinagar (nepalski: सरस्वतीनगर) – gaun wikas samiti w zachodniej części Nepalu w strefie Seti w dystrykcie Doti. Według nepalskiego spisu powszechnego z 2001 roku liczył on 523 gospodarstw domowych i 3247 mieszkańców (1598 kobiet i 1649 mężczyzn).